# Csáky (geslacht)

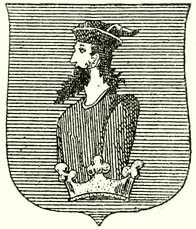
Wapenschild van de familie Csáky

Csáky de Körösszegh et Adorján is de naam van een oud Hongaars adelsgeslacht.

## Geschiedenis
De familie stamt af van de Hongaarse Csák-stam. De Gesta Hungarorum en de Gesta Hunnorum et Hungarorum van Simon Kézai noemen een zekere Szabolcs als stamvader. De oorspronkelijke landgoederen van de familie, Csákvár ("Csák-burg") en het dorpje Csákberény, waren gelegen in Transdanubië nabij het Vértes-gebergte.
Het eerste familielid dat zeker heeft bestaan is een zekere György, zoon van Csák, die leefde rond 1060. Een eeuw later behoort de familie tot de machtige stamhoofden die Stefan III van Hongarije opnieuw op de troon helpen. László van Piliske, graaf Csáky, die leefde in 1366, was de stamvader van twintig generaties Csáky's, waaronder een kardinaal, een primaat van Hongarije, verschillende bisschoppen en andere geestelijken. Op wereldlijk vlak bovendien twee vorsten van Zevenburgen, een graaf der Szeklers, meerdere opperste schatbewaarders, opperste landrechters, vier Hongaarse ministers en verschillende gespannen, gouverneurs en generaals.

## Vooraanstaande leden
- graaf Albin Csáky (1841-1912), Hongaars minister, voorzitter van het Magnatenhuis
- graaf Imre Csáky (1882-1961), Hongaars minister
- graaf István Csáky (1894-1941), Hongaars minister